# Villing
Villing település Franciaországban, Moselle megyében. Lakosainak száma 514 fő (2022. január 1.). Villing Heining-lès-Bouzonville, Rémering, Berviller-en-Moselle, Château-Rouge, Tromborn és Vœlfling-lès-Bouzonville községekkel határos.

## Népesség
A település népessége az elmúlt években az alábbi módon változott:
| Lakosok száma | 491  | 492  | 502  | 494  | 495  | 495  | 501  | 510  | 514  |
|               | 2013 | 2015 | 2016 | 2017 | 2018 | 2019 | 2020 | 2021 | 2022 |